# Zitadelle Blaye

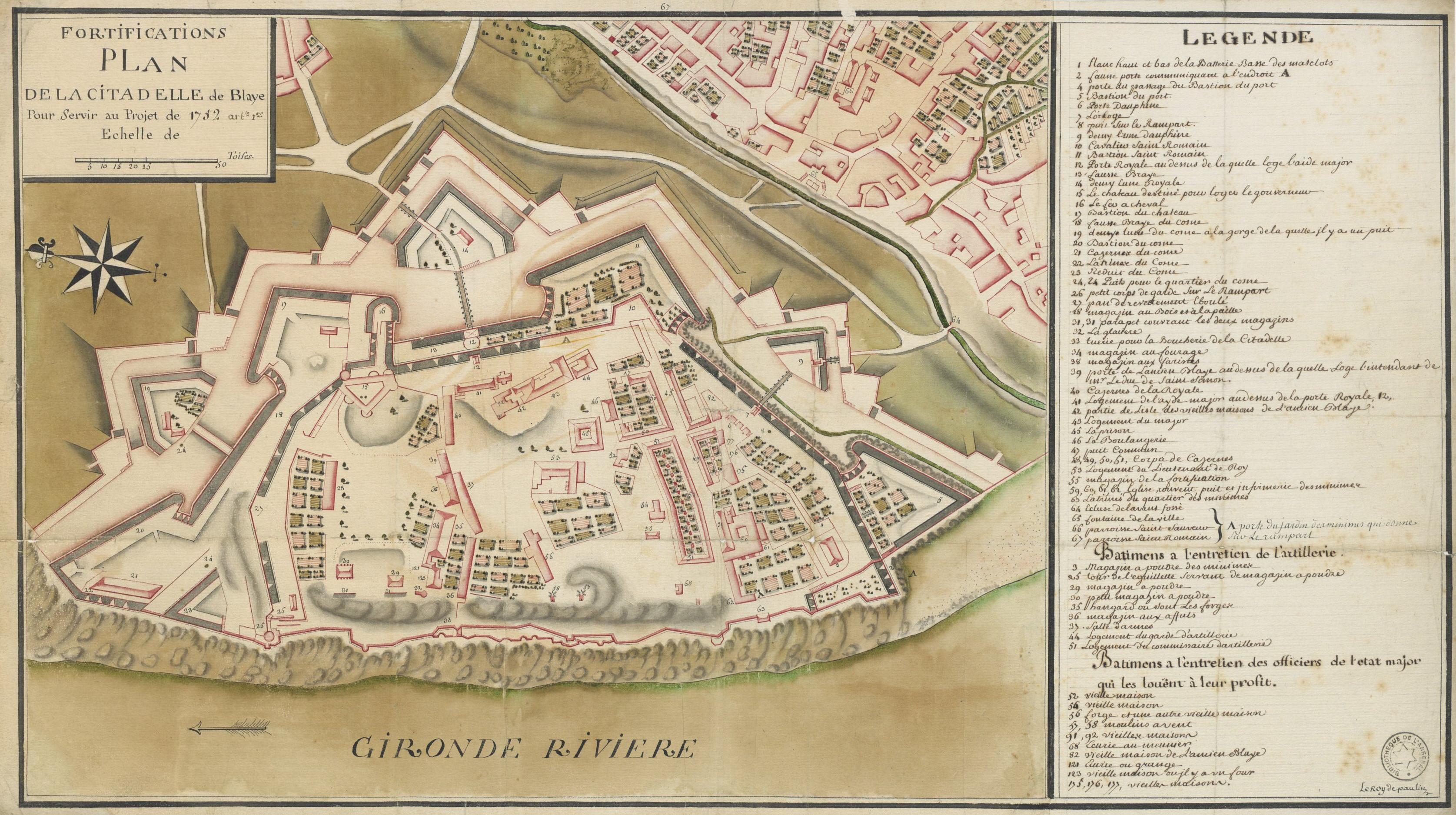
"Plan de la Citadelle de Blaye pour servir au projet de 1752"

Blaye ist eine französische Stadt im Département Gironde. Sie liegt am östlichen Ufer der Gironde nahe der südlich und flussaufwärts gelegenen Stadt Bordeaux mit deren wichtigem Hafen. Zum Schutz dieses Hafens wurde in Blaye im 17. Jahrhundert eine Zitadelle errichtet.

## Die Zitadelle (Citadelle de Blaye)

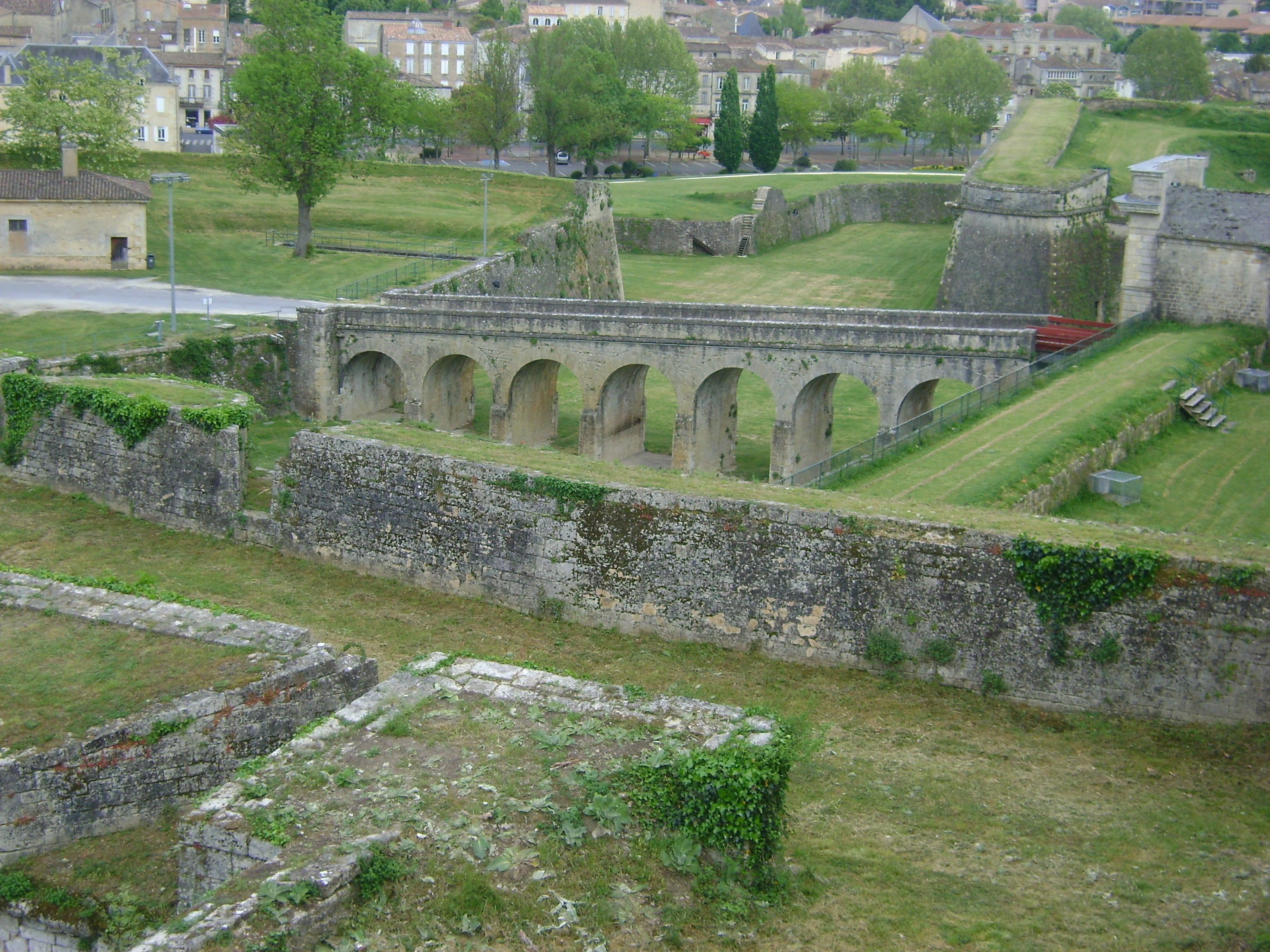
Zitadelle Blaye: Zugang Bastion des Cônes

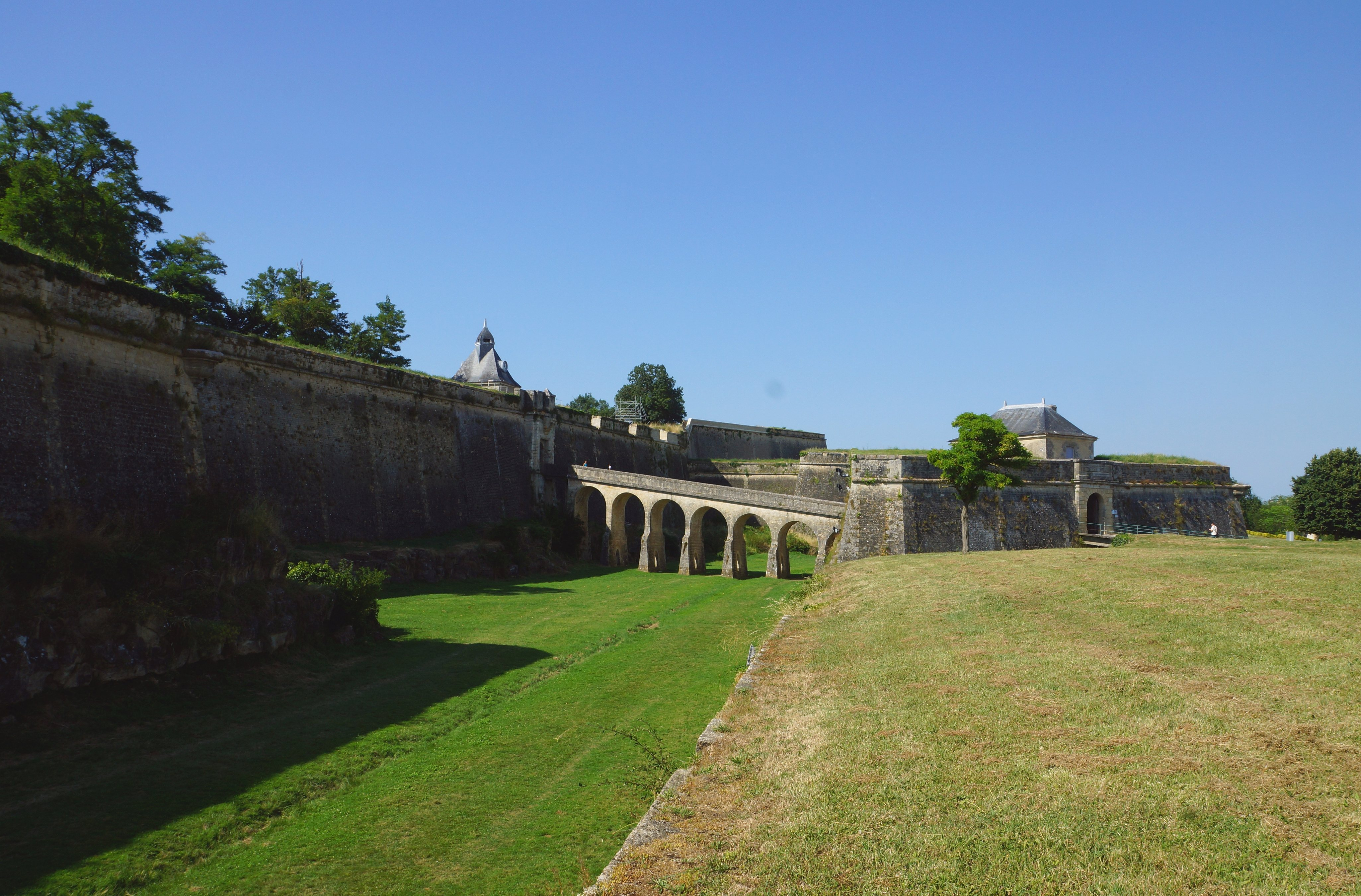
Zitadelle Blaye im Südwesten

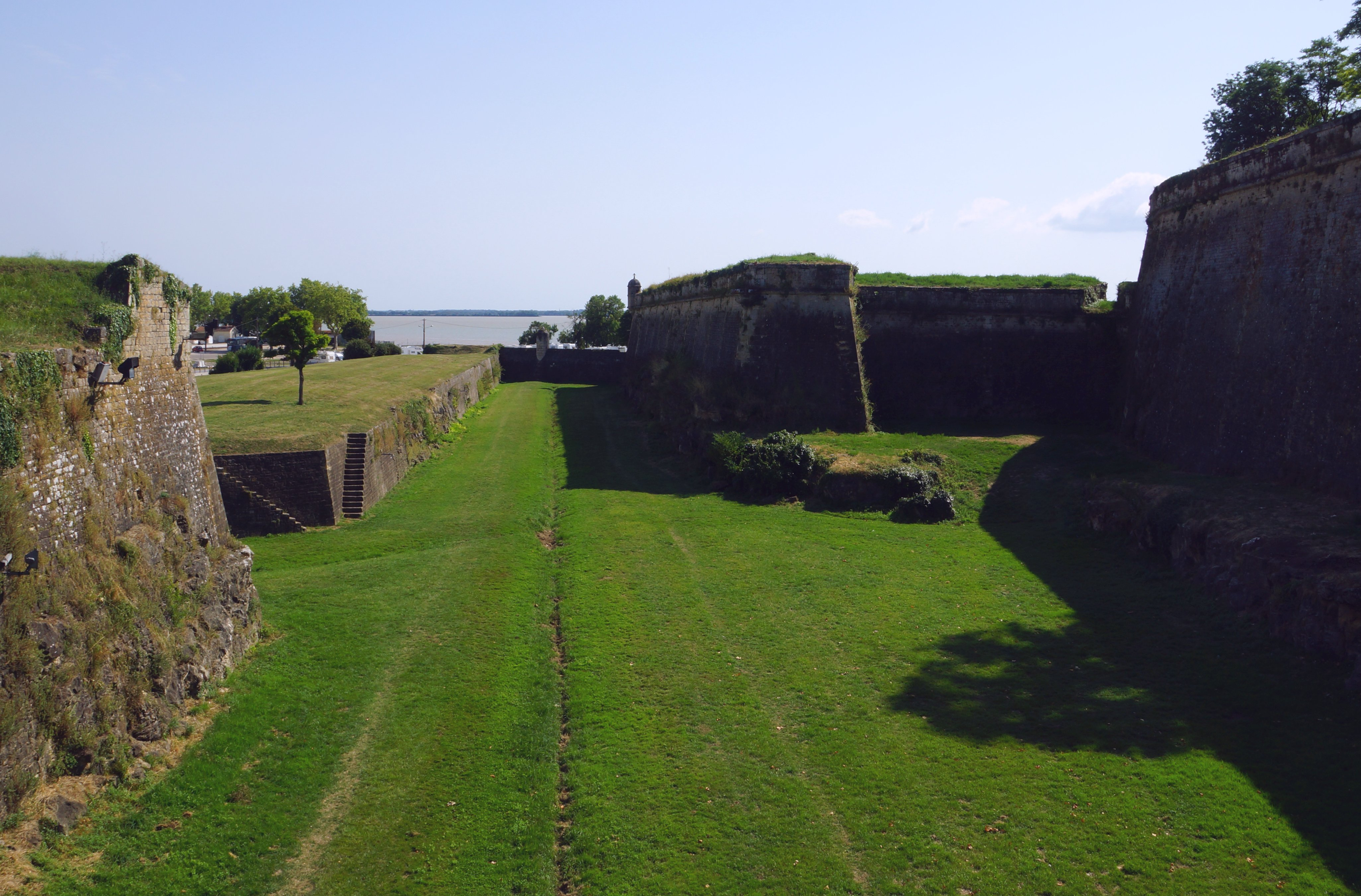
Blick über die Zitadelle nach Westen

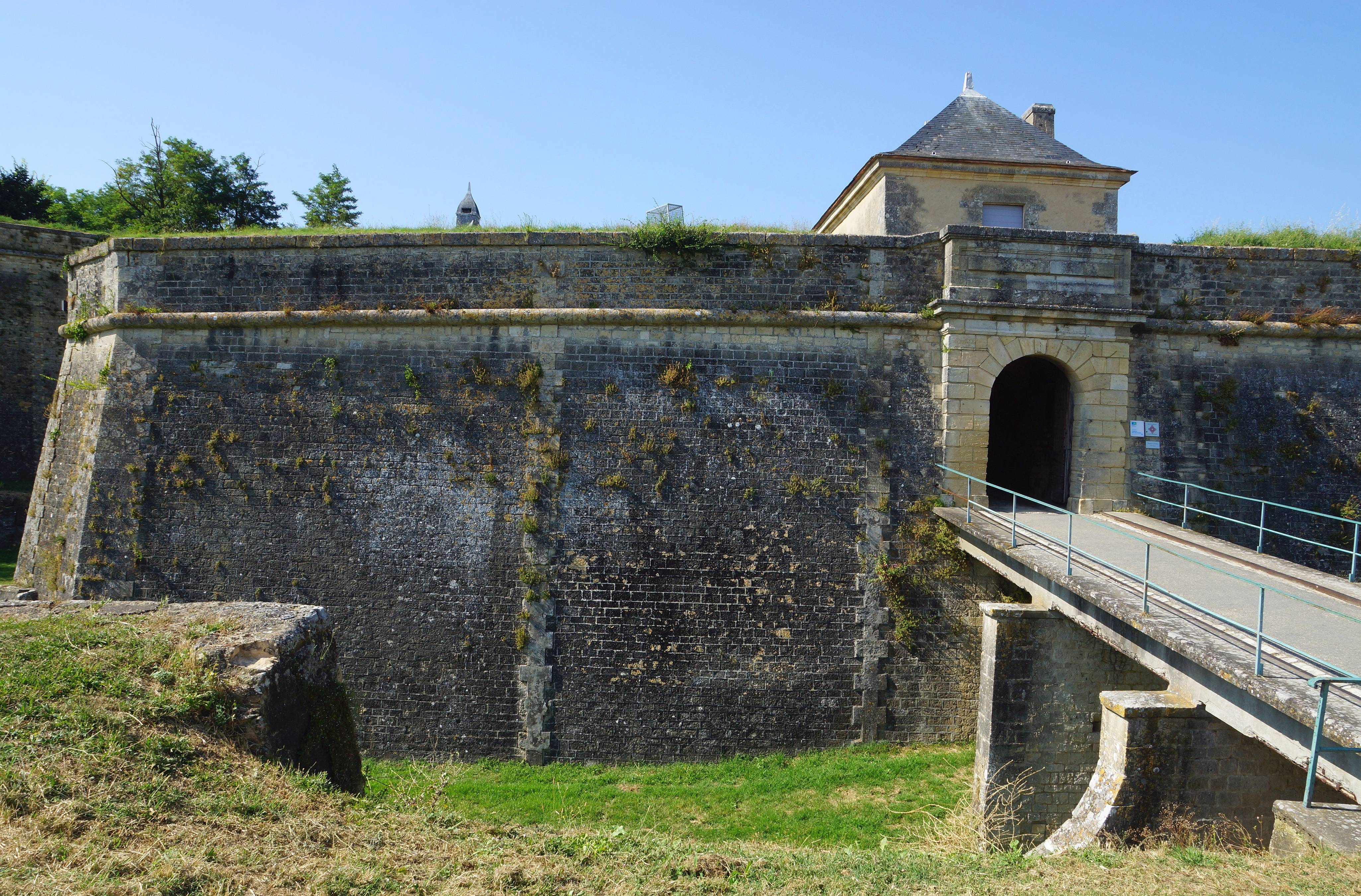
Einer der Übergänge zur Zitadelle aus dem 18. Jh.

Im Stadtgebiet nördlich vom Flusshafen Saugeron befindet sich die Zitadelle Blaye aus dem 17. Jahrhundert, die als Wehranlage einen frühen römischen Ursprung besitzt. Im Jahr 1652 begann unter Leitung des Feldmarschalls und Ingenieurs Blaise François Pagan (° 1604 – † 1665) ein erster Festungsausbau. An gleicher Stelle wurde unter dem Ingenieur François Ferry (° 1649 – † 1701) von 1680 und 1689 die gut erhaltene Zitadelle errichtet, wobei die Arbeiten unter der Kontrolle des Festungsbaumeisters Sébastien Le Prestre de Vauban (° 1633 – † 1707) gestanden hatten. Die Zitadelle Blaye gehört zusammen mit Fort Paté (auf der gleichnamigen Gironde-Insel) und Fort Médoc seit 7. Juli 2008 unter dem Begriff „Verrou Vauban“ zum UNESCO-Welterbe. Vgl. auch Festungsanlagen von Vauban.
Das Gelände der historischen Wehranlagen erhebt sich am Ostufer der Gironde auf einer felsigen Anhöhe von 45 m über dem Fluss und erstreckt sich über annähernd 40 ha nordwestlich des Zentrums von Blaye. Diese exponierte Lage machten sich bereits die Römer mit dem 'Castrum Blavia' zunutze.
In späteren Epochen ließ der merowingische König von Aquitanien namens Charibert II. eine Burg zum Nutzen seiner Herrschaft errichten. Es lässt sich keine Überlieferung finden, wie der spätere Herr von Blaye, Wulgrin Rudel, an die Herrschaft über das Territorium gelangte und die merowingischen Besitzstände übernahm. Er beseitigte merowingische Bauten und ließ im 12. Jahrhundert auf der Anhöhe über der Gironde eine erste mittelalterliche Burganlage errichten, die noch als Ruine "Château des Rudel" erhalten ist.
Einige Bauwerke dieser Burg, die auf das 12. Jh. zurückgeht, wurden ob ihres guten Zustandes später noch vom Feldmarschall François de Pagan für den ersten größeren Festungsausbau genutzt. "Château des Rudel" diente später im 17. Jahrhundert auch noch dem Ausbau zur Zitadelle durch den Ingenieur François Ferry unter der Führung des Generals und Marschalls von Frankreich, Sébastien Le Prestre de Vauban, seines Zeichens Festungsbaumeister unter König Ludwig XIV. Vauban war es, der in seiner Ergebenheit für seinen König den Ausbau von Blaye zu einer damals neuzeitlichen Festung vorschlug.
Demnach wurde eine Zitadelle zum Schutz des Hafens von Bordeaux geplant und ab 1680 über mehrere Jahre errichtet. Der Zitadellenkomplex besteht hauptsächlich aus vier Bastionen und drei Demi-lunen, vervollständigt durch ausgedehnte Courtinen. Der Komplex wurde erst neun Jahre später 1689 fertiggestellt.
Die Bastionen der Festungsanlage sind wie folgt benannt worden: Bastion des Cônes, Bastion du Château, Bastion du Port und Bastion Saint-Romain.
Die Zugänge zur Zitadelle über ortsfeste Brücken wurden erst im späten 18. Jahrhundert geschaffen.

## Fotografische Details

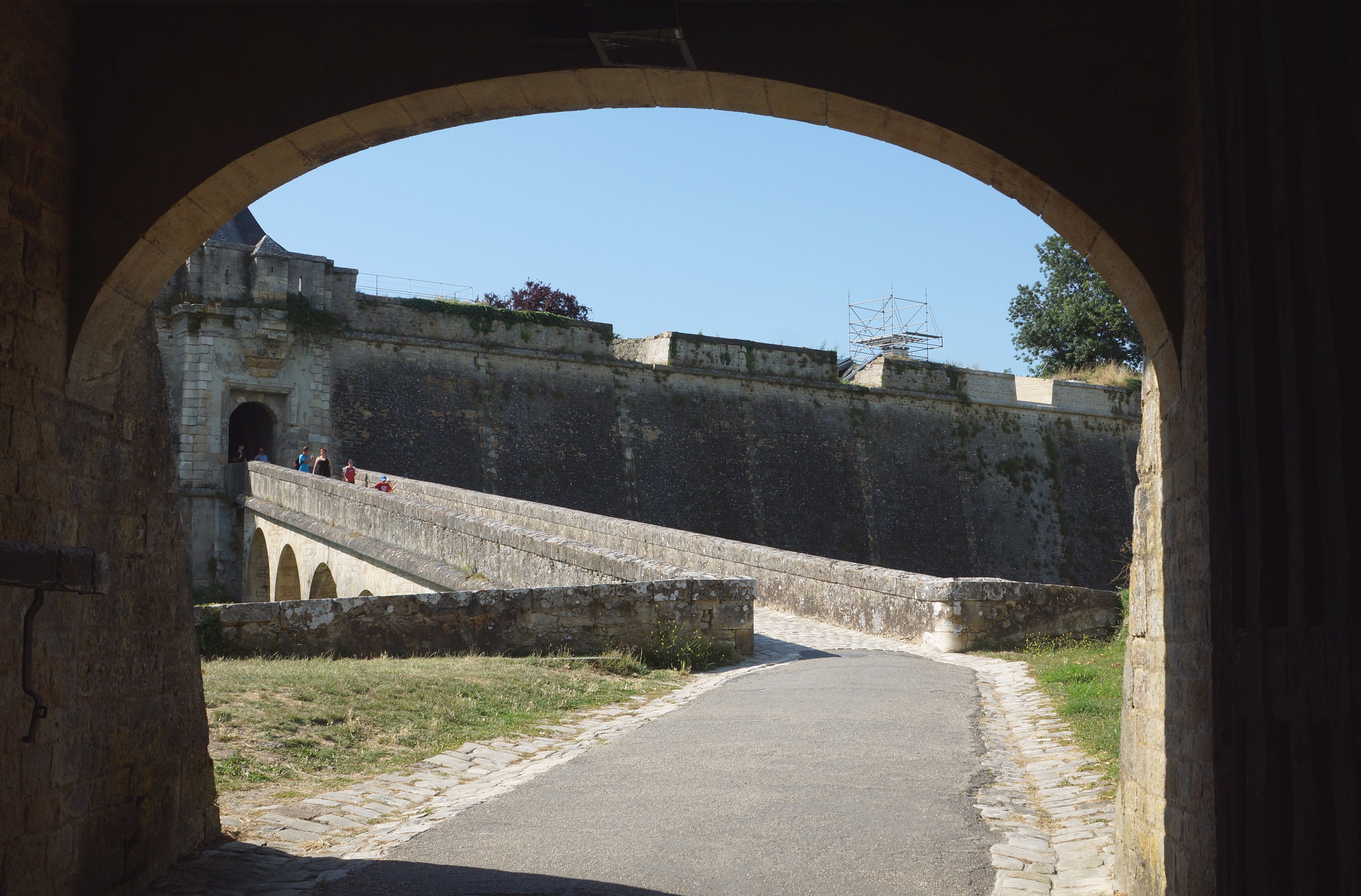
Durchgang Demi-lune vor Porte Dauphine
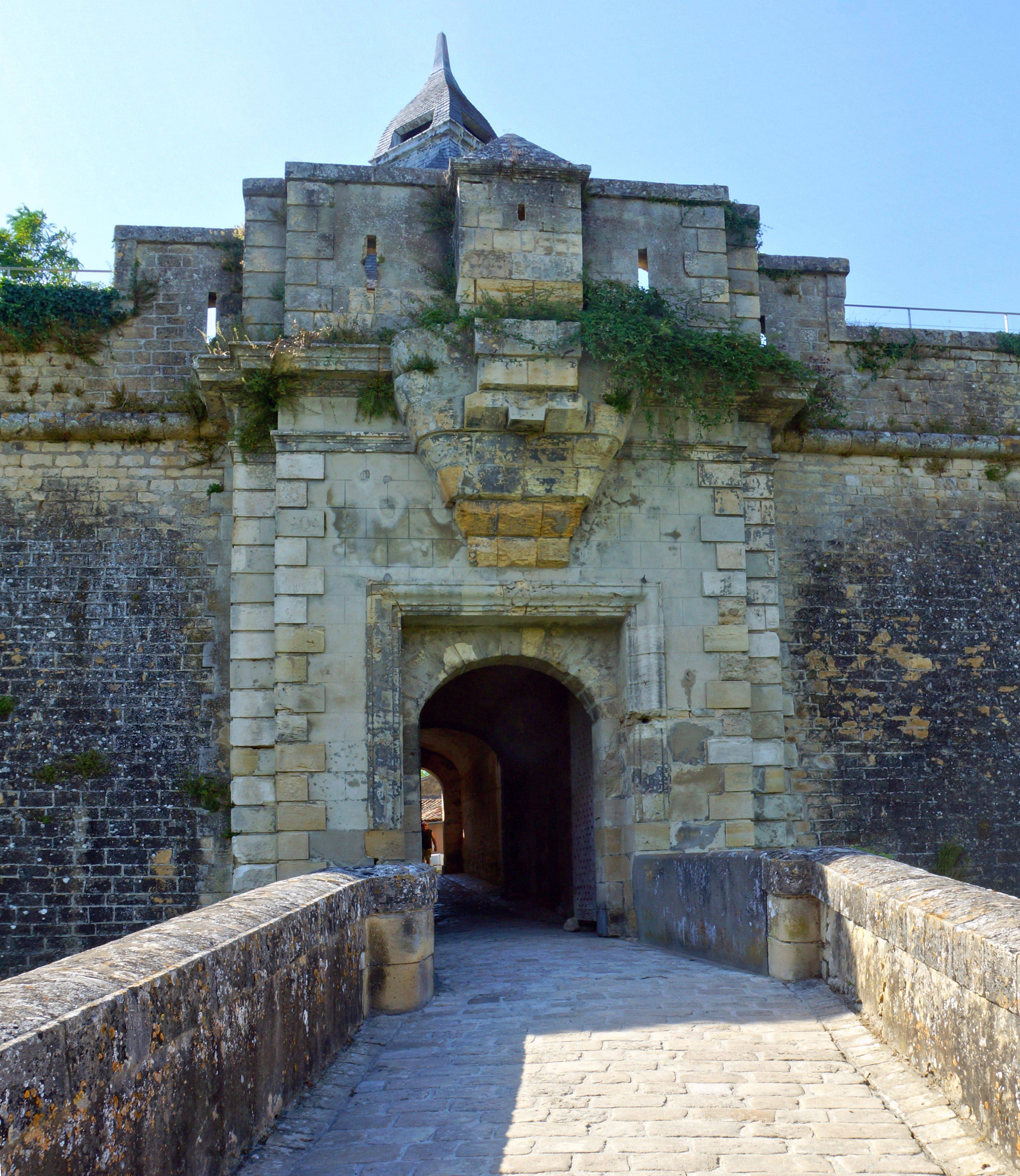
Zitadelle Blaye: Porte Dauphine
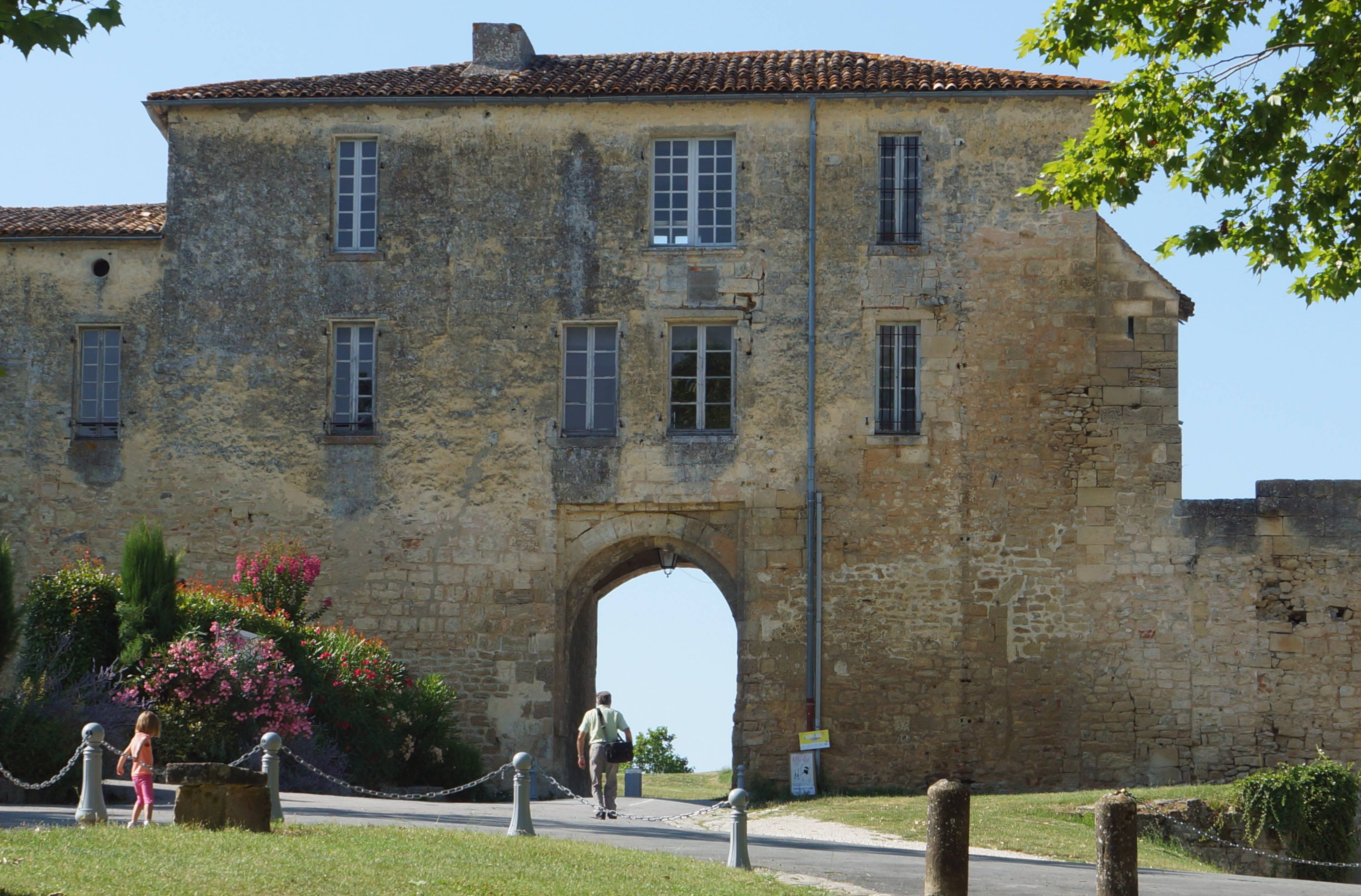
Zitadelle Blaye: Porte de Liverneuf (13. Jh.)
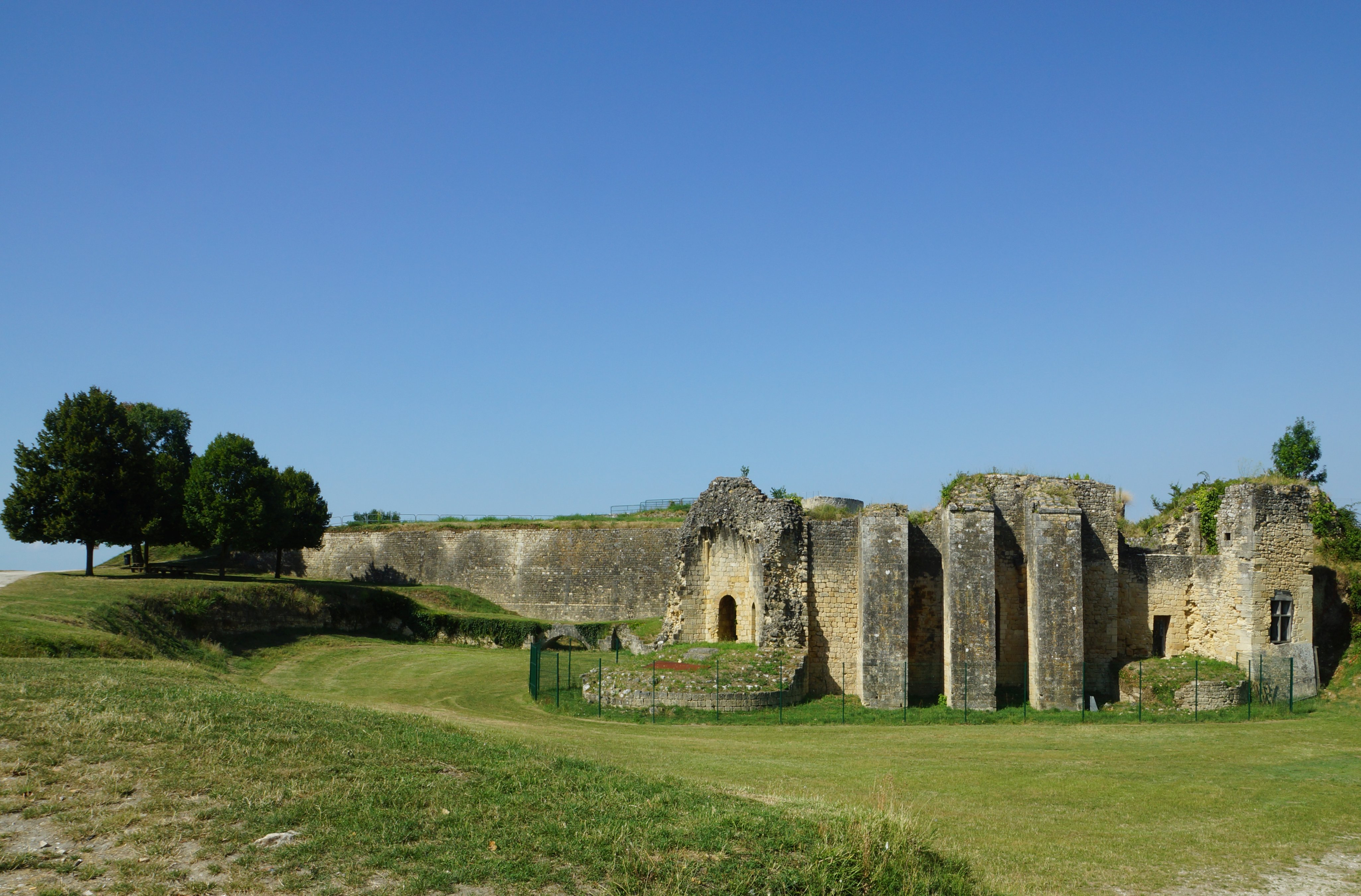
Ruinen des Château des Rudel (12. Jh.) von Süden
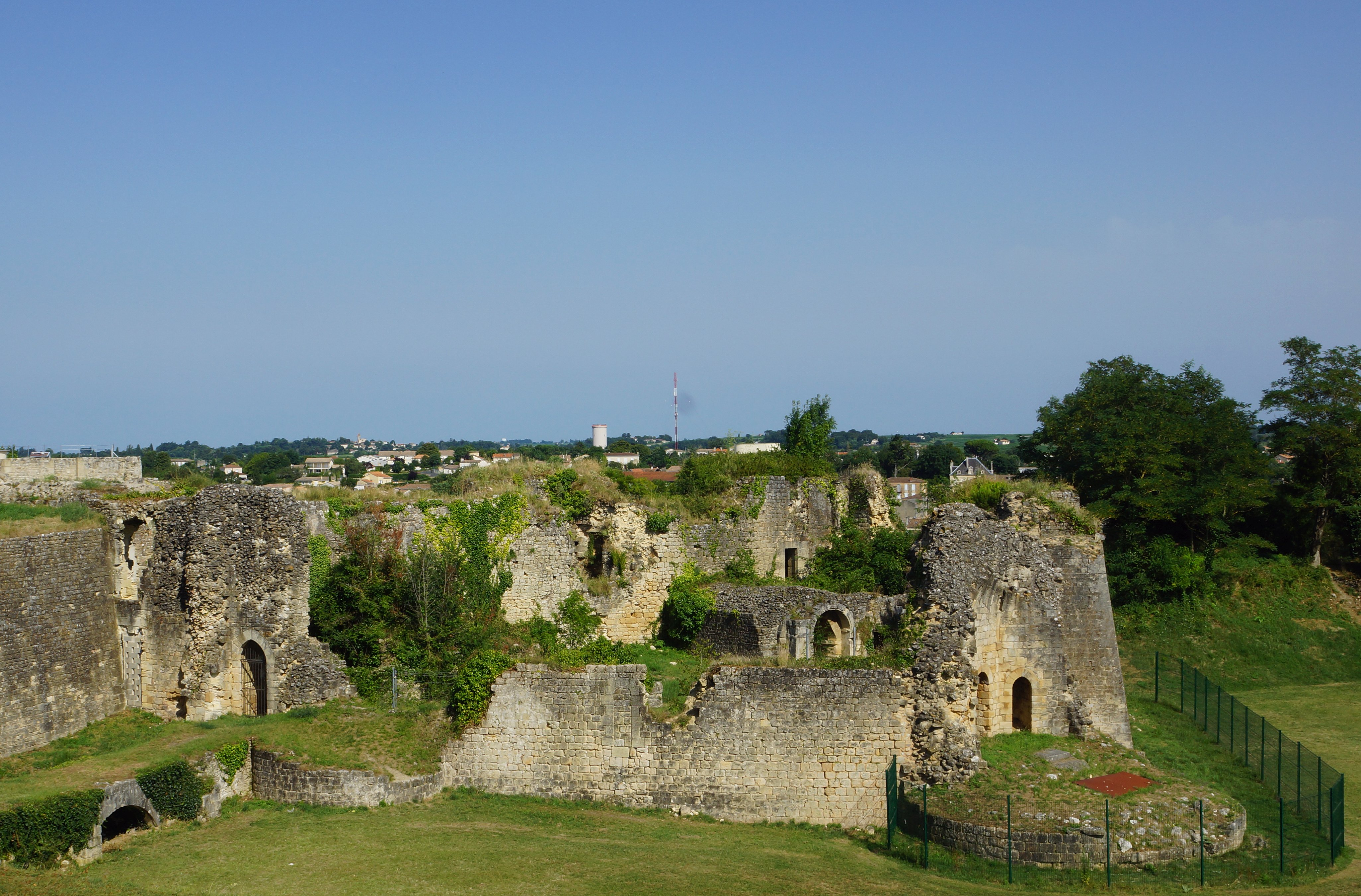
Ansicht Ruinen Château des Rudel aus Südwest
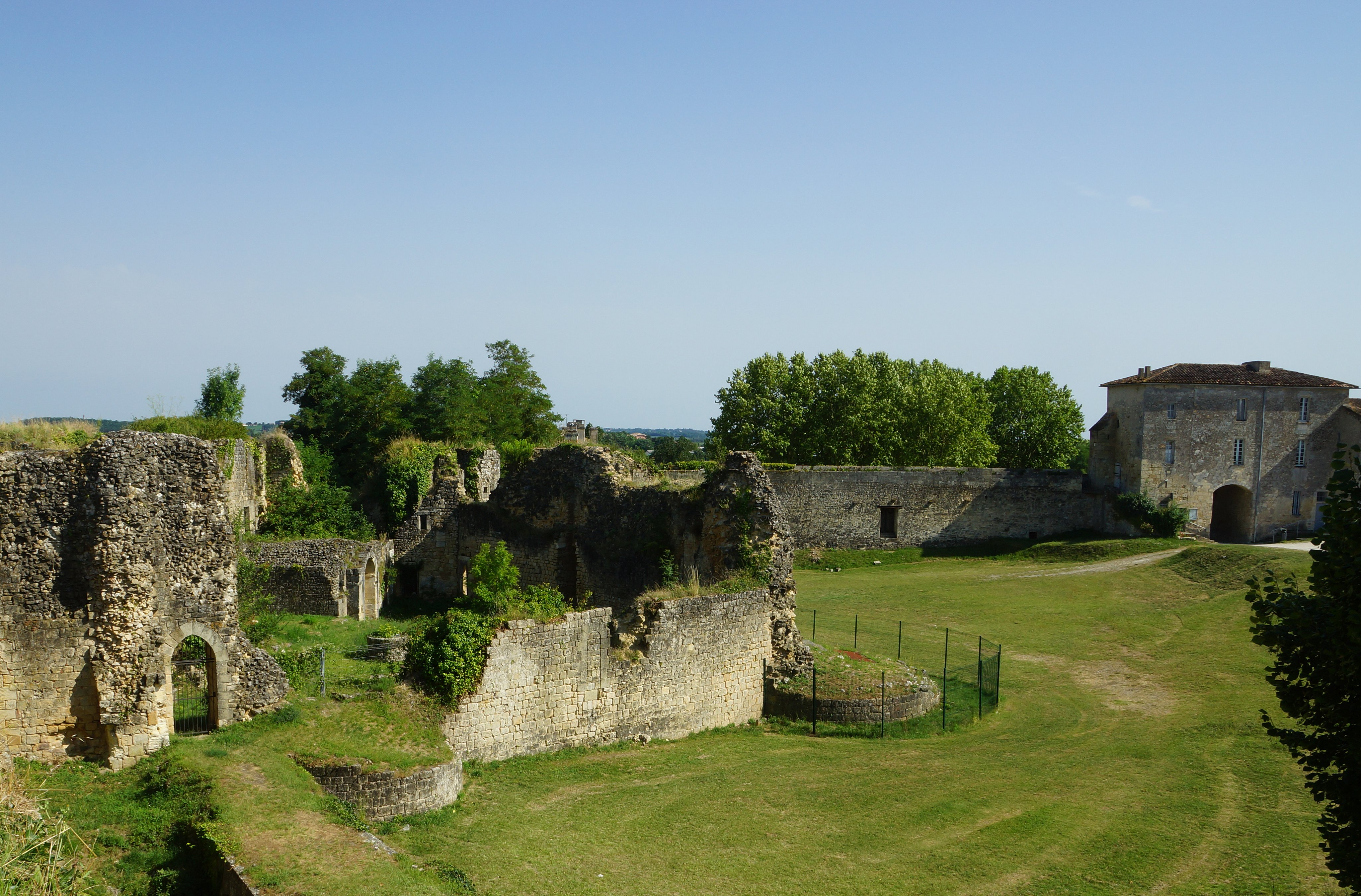
West-Ansicht Ruinen Château des Rudel mit Porte de Liverneuf
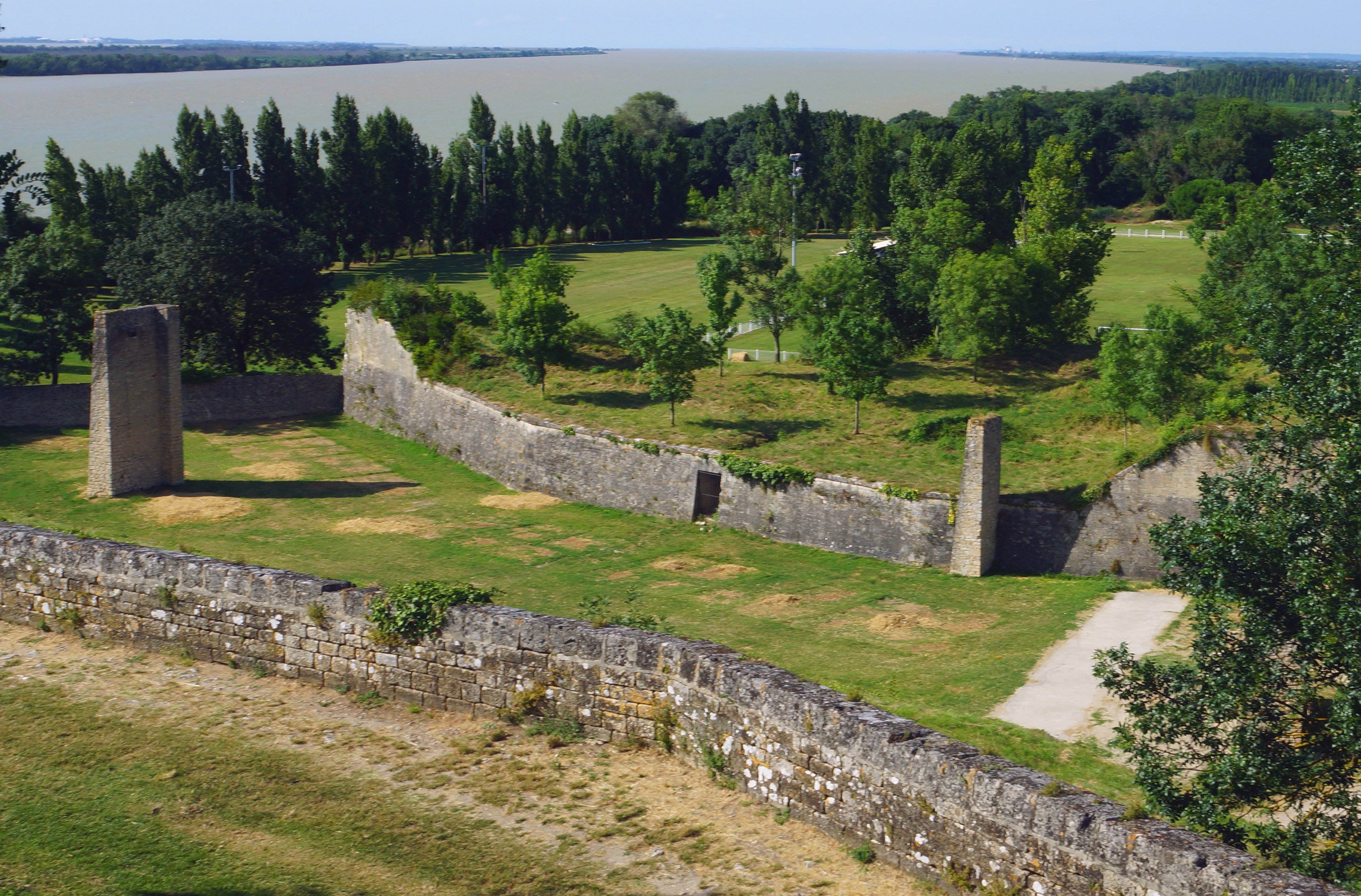
Nordareal der Zitadelle mit Gironde
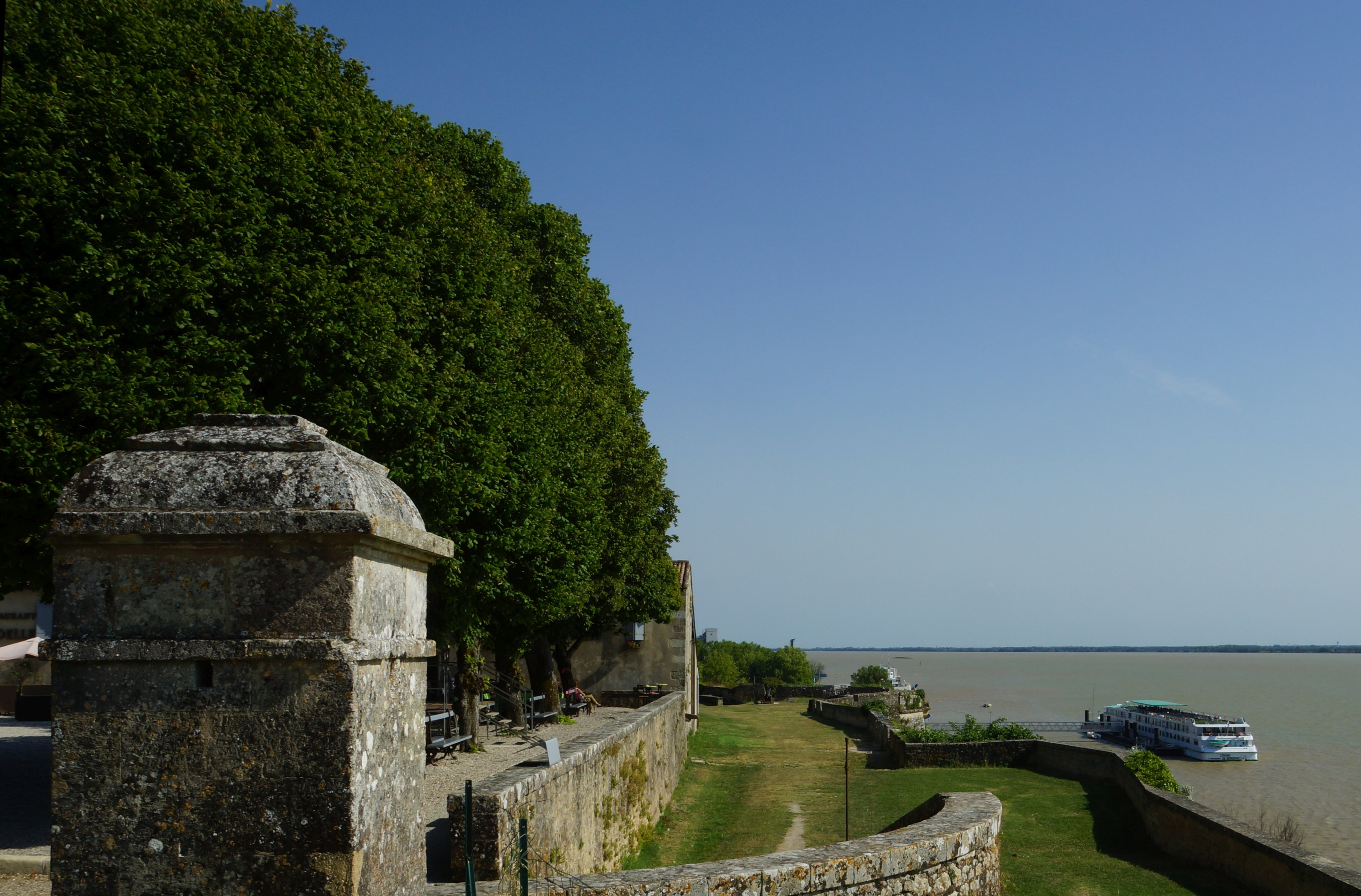
Südwestliche Festungsanlage parallel zur Gironde
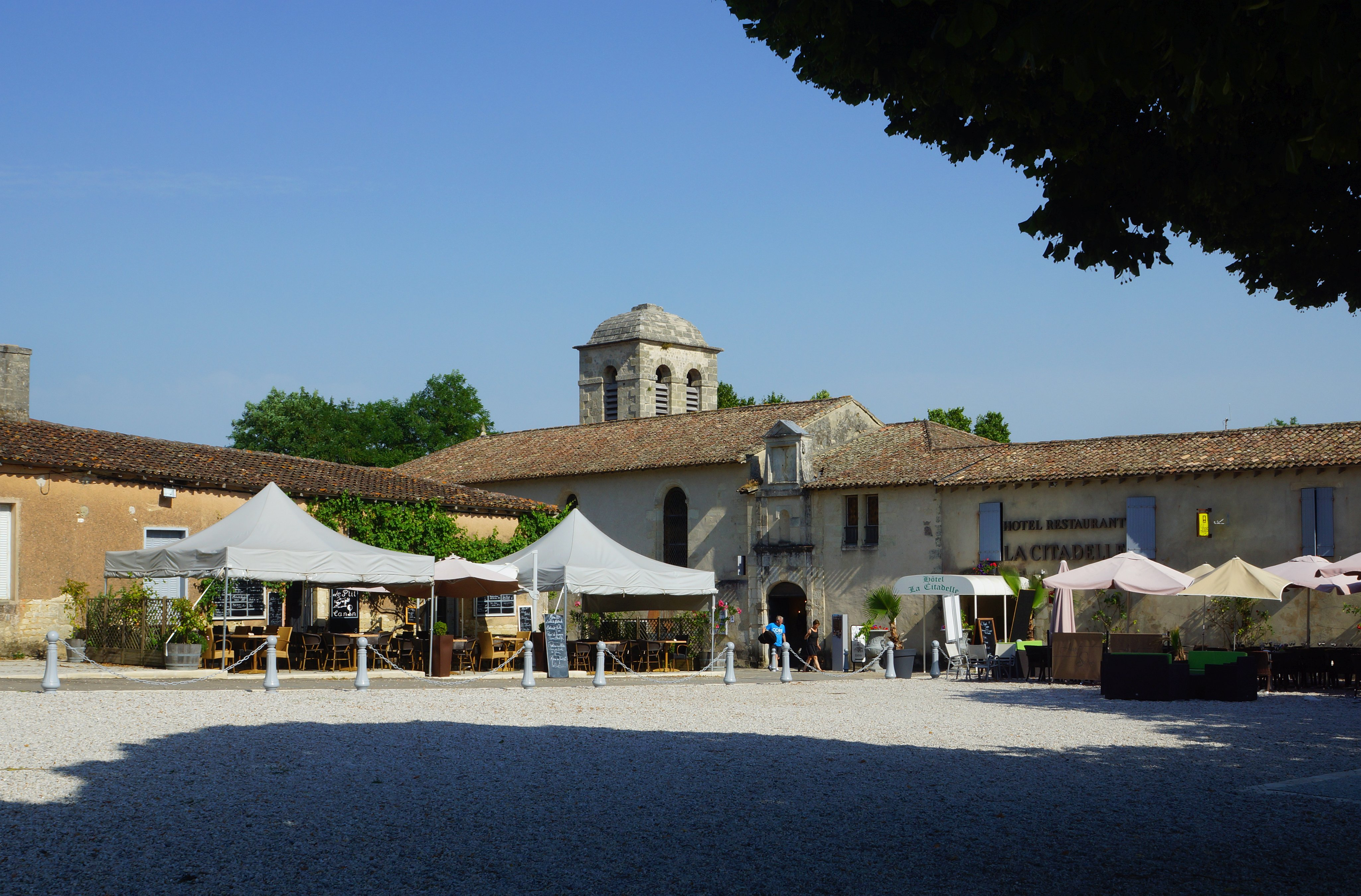
Platz zwischen Allée de la Poudrières und Rue des Minimes
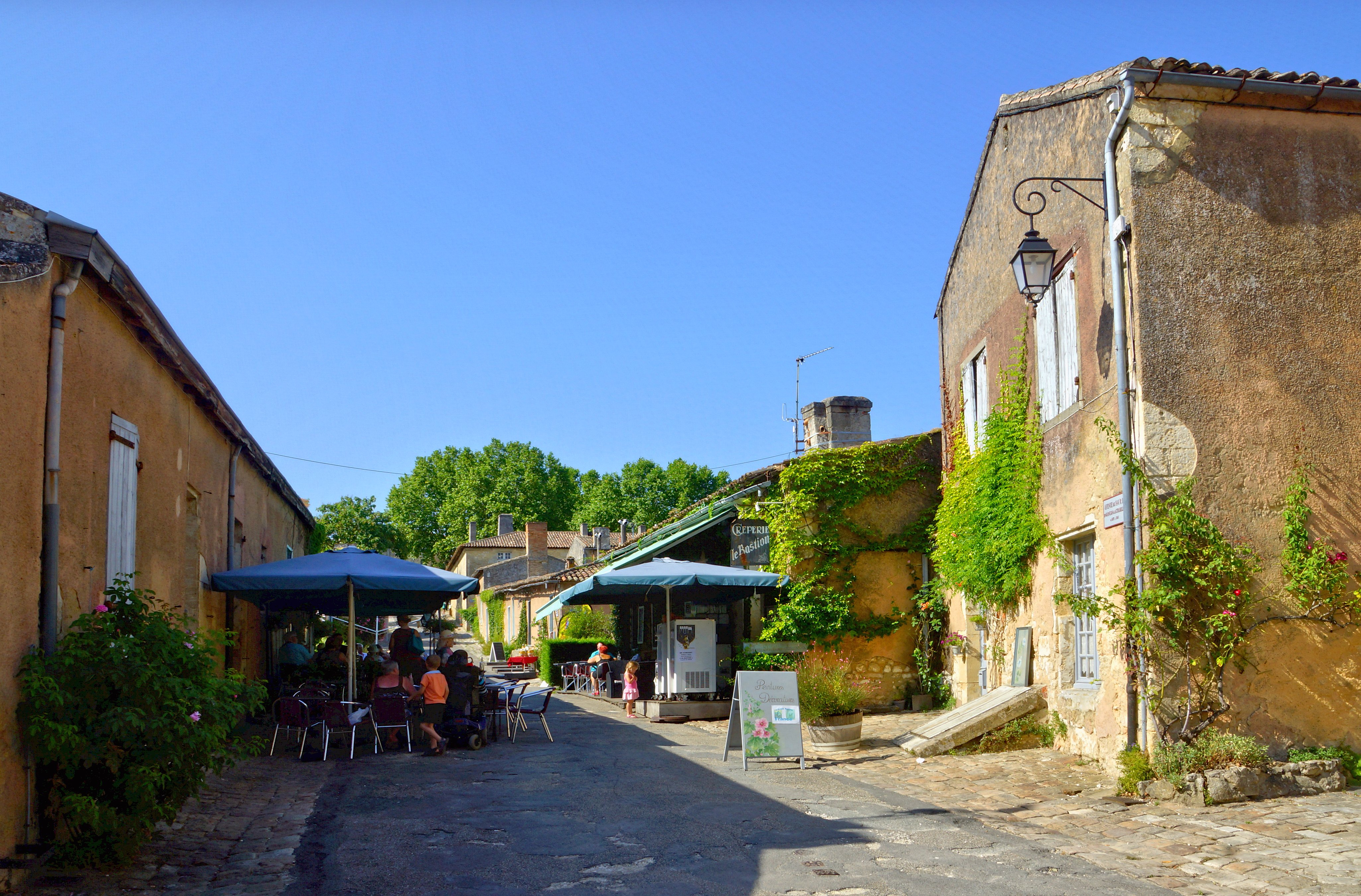
Avenue du 144 Eme Régiment d’Infanterie

## Sehenswürdigkeiten
- Zitadelle Blaye (Festungsanlage, ab 17. Jh.)
- Château des Rudel (Ruine, 12. Jh.)
- Porte de Liverneuf (Torgebäude, 13.. Jh.)
- Turm de l’Éguillette (15. Jh.)